# Antiga Casa de Oração dos Jesuítas
A Antiga Casa de Oração dos Jesuítas, também conhecida como Casa à Rua Carlos Gomes, nº 57, é um sobrado construído no século XVII localizado no centro da cidade de Salvador, no estado da Bahia. O local atualmente abriga a CAIXA Cultural Salvador, inaugurada em 1999 por meio do programa Caixa Cultural. A edificação está tombada pelo Instituto do Patrimônio Histórico e Artístico Nacional (IPHAN) desde 18 de julho de 1938.

## Histórico
Construída no ano de 1696, segundo a data localizada no portal de acesso feito em arenito, o edifício foi doado para a Companhia de Jesus para a implantação de suas atividades que duraram até 1759, quando a ordem religiosa foi expulsa do Brasil a mando do rei D. José I.

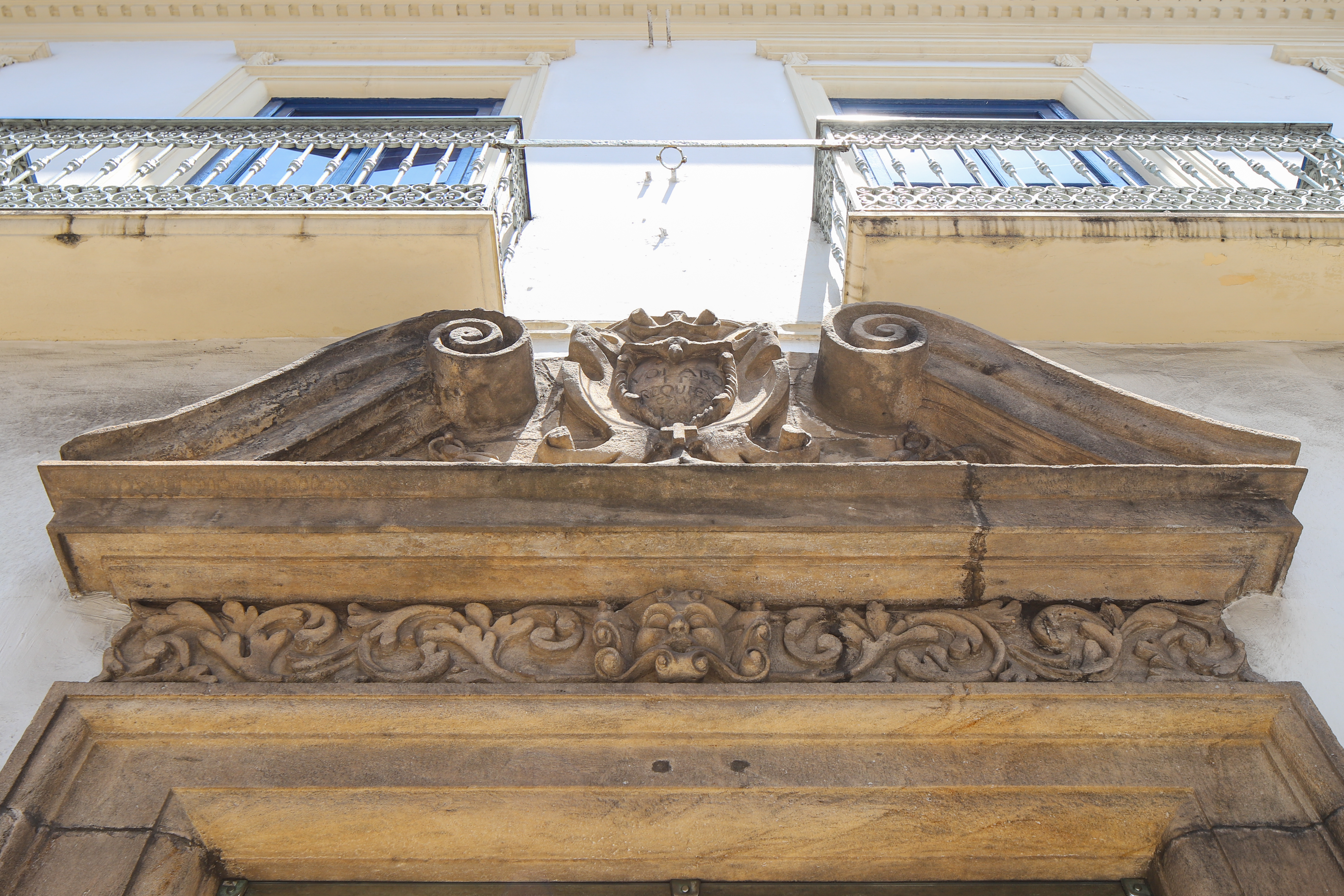
Portal em arenito da Casa à Rua Carlos Gomes 57, Salvador, Bahia.

O imóvel posteriormente serviu como residência de diversas famílias como a do Comendador Manoel Gomes da Costa, que o adquiriu da família Freire de Carvalho em 1884. Em 1941, passou a abrigar um asilo administrado pela Santa Casa de Misericórdia, também funcionou ali um jornal chamado "Diário de Noticias", publicado pelos Diários Associados, e a Rádio Sociedade da Bahia.
Em 1983, a Santa Casa de Misericórdia entregou o prédio à Caixa Econômica Federal para quitar suas dívidas. O local foi então restaurado pelo banco entre 1997 e 1999 para servir como um espaço cultural com o objetivo de exibir performances musicais e teatrais, lançamentos de livros, oficinas, palestras e programas educativos.